# 服部正辰
服部 正辰 （はっとり まさとき、1609年（慶長14年） - 1663年（寛文3年）） は、江戸時代の武士。桑名藩・服部家初代当主。父は服部正就。母は松平定勝の長女・松尾君。正室は久松吉次の娘。通称は源右衛門。

## 生涯
父正就は幕府の旗本で、1605年（慶長10年）12月罪を得て改易となり、1615年（元和元年）戦功を立てて赦免を受けるべく、大坂夏の陣に出陣し、大坂天王寺で戦死する。幼い正辰は、叔父の松平定行の元で養育された。成長すると同じく叔父の松平定綱に仕え、2000石の合力を受け、後に3000石に加増された。
1663年（寛文3年）日光門主・守澄法親王に願書を提出し、旗本としての復帰を訴え、老中に面談するために江戸に滞在中に病死。享年55。墓所は桑名市円妙寺（境外墓地）。
家督は長男正容が相続。次男保元は、親族の松平定長に招かれて家臣となり、同じく、三男正純は、松平定房に招かれ家臣となった。松山騒動の責任を取らされ、流罪となり、後に殺害された伊予松山藩家老の奥平久兵衛貞国は、次男保元の子。